# Fratte Rosa
Fratte Rosa är en ort och kommun i provinsen Pesaro e Urbino i regionen Marche i Italien. Kommunen hade 936 invånare (2018).